# Thlaspi arvense
Thlaspi arvense là một loài thực vật có hoa trong họ Cải. Loài này được Carl Linnaeus mô tả khoa học đầu tiên năm 1753.

## Từ nguyên
Tính từ định danh giống trung arvense (giống đực/cái: arvensis) là tiếng Latinh để chỉ đồng ruộng, đồng cỏ, bãi cỏ.

## Phân bố
Loài này phân bố rộng trong khu vực bản địa của nó là vùng ôn đới thuộc đại lục Á-Âu, nhưng đã du nhập vào châu Mỹ, Algeria, Australia, quần đảo Anh, Iceland, Ma Rốc, Nam Phi,  